# Wolhynien

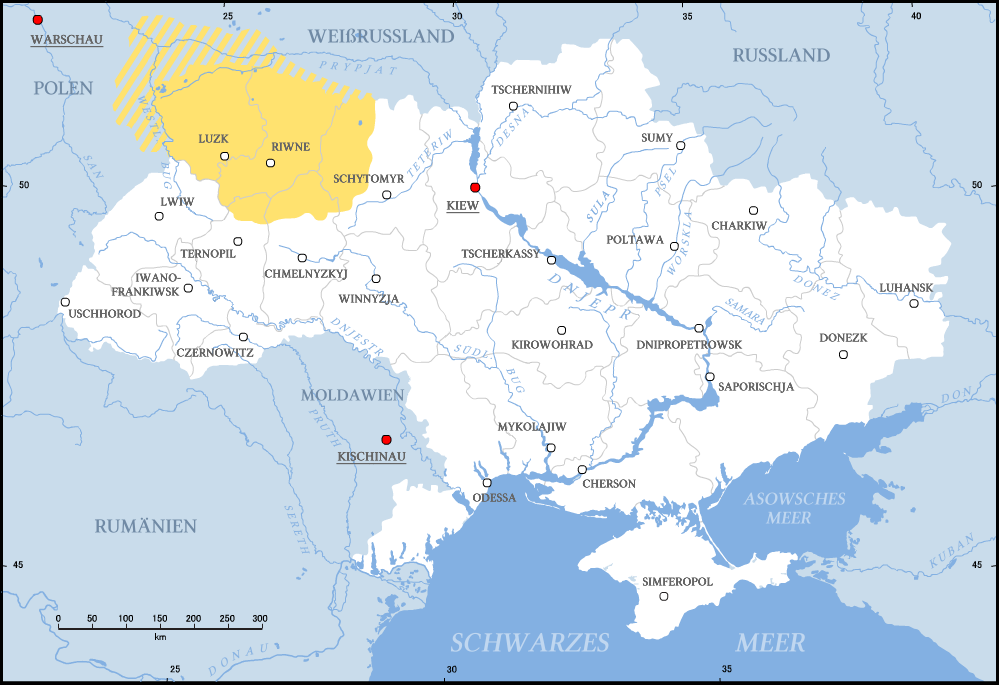
Wolhynien (gelb) innerhalb der heutigen Ukraine

Wolhynien [vo.ˈlyː.ni̯ən] (selten auch Wolynien; wolhyniendeutsch / woliniendeitsch Wolinien [voˈliːni̯ən]; ukrainisch Воли́нь Volýnʹ; russisch Волы́нь Volýnʹ; litauisch Voluinė, polnisch Wołyń) ist eine historische Landschaft in der Westukraine. Die ukrainische Verwaltungseinheit Oblast Wolyn umfasst nur einen Teil des historischen Wolhyniens, zu dem auch Gebiete in Polen und Belarus gehörten.
Das Gebiet soll seinen Namen von der im 11. Jahrhundert letztmals erwähnten, danach untergegangenen Stadt bzw. Burganlage Wolyn erhalten haben, die westlich des Bugs bei Wolodymyr gelegen habe und der Hauptsitz des ostslawischen Stammes der Wolhynier gewesen sei.
Das Lodomerien im Namen des österreichischen Kronlandes Galizien und Lodomerien ist eine latinisierte Form des Stadtnamens Wolodymyr und damit von Wolhynien. Allerdings lag es nie im österreichischen Herrschaftsbereich – der Name wurde einfach aus der ungarischen Königstitulatur entnommen, da Ungarn im Spätmittelalter eine Oberhoheit über das Gebiet beanspruchte.

## Geographie
Das Land wird im Westen vom Bug begrenzt, allerdings war für die Gegend unmittelbar westlich der Ausdruck „Waldwolhynien“ gebräuchlich. Der nördliche Teil ist flach und mit Wäldern sowie Sümpfen durchzogen, im Süden befinden sich einzelne hügelige Ausläufer der Karpaten. Der wichtigste Fluss ist der Prypjat, der hier aber nur entspringt, ansonsten verlaufen im Gebiet einige seiner Nebenflüsse, etwa Styr, Horyn oder Slutsch. Wichtige Städte sind Kowel, Luzk, Nowowolynsk, Riwne, Kremenez, Dubno, Sarny, Swjahel, Korosten und Wolodymyr. Am östlichen Randbereich der Landschaft liegt Schytomyr.

## Geschichte

### Anfänge – Kiewer Rus
Wolhynien ist Teil einer möglichen Urheimat der Ostslawen und das ursprüngliche Stammesgebiet der Wolhynier, deren Zentrum die heute zerstörte Burg Wolyn war. Ab dem 9. Jahrhundert war die Region Teil der Kiewer Rus, die Städte Halytsch und Wolodymyr waren bedeutende Zentren des Reiches.

### Unabhängigkeit
Durch den Tod Jaroslaws des Weisen 1054 kam es zu einer Teilung der Stadtstaaten der Kiewer Rus. Der Herrschaftsbereich Jaroslaws (1019–1054), das Kiewer Reich, wurde unter seinen fünf Söhnen aufgeteilt. Eines dieser Fürstentümer war Wolhynien, die Hauptstadt war Wolodymyr.
Die Teilung führt allerdings zur Schwächung des Herrschaftsbereiches der Rus und zu einer Isolierung in Europa. Die Erbfolge auf dem Kiewer Fürstenstuhl war nach dem Senioratsprinzip geregelt. Dies bedeutete, dass stets der Senior der Dynastie vorstand. Beim Tod des Kiewer Großfürsten war somit immer ein Nachrücken der jüngeren Brüder erforderlich, was seit 1068 zu ständigen Bruderkriegen führte.
Im Jahr 1078 wurde von Kiew aus das Bistum Wolodymyr gegründet, von dem 1156 das Bistum Halytsch (später Galizien) abgetrennt wurde.

### Fürstentum Galizien-Wolhynien

#### 12. Jahrhundert

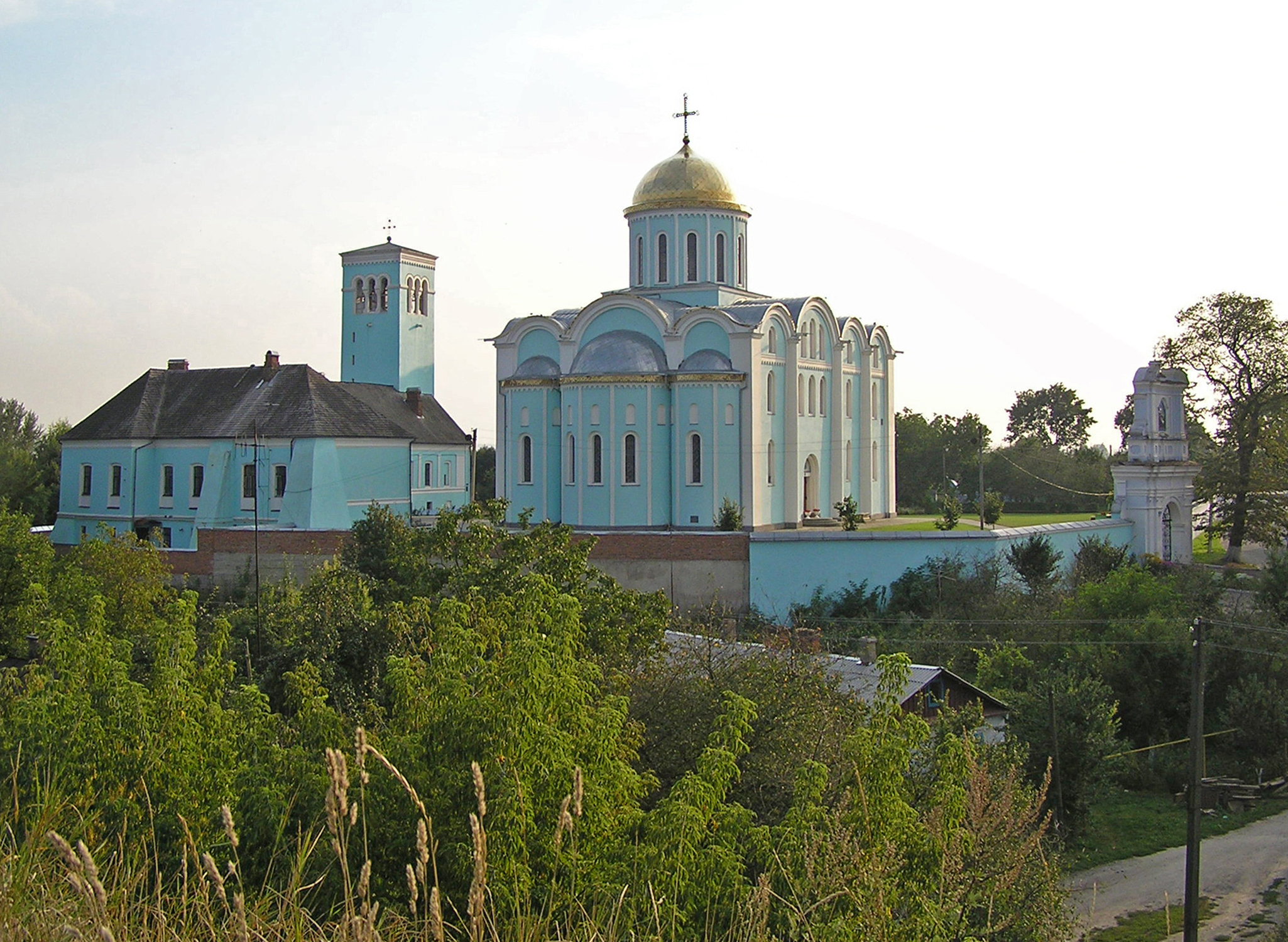
Mariä-Entschlafens-Kathedrale in Wolodymyr (1154–1160)

Im 12. Jahrhundert stand Wolhynien unter der Herrschaft der Rurikiden. Ein wichtiges Bindeglied zwischen dem Kiewer Reich und der späteren Geschichte der Ukraine bildet die Geschichte des russischen Fürstentums Galizien-Wolhynien. In diesem neu verbundenen Fürstentum im südlichen Grenzland des Kiewer Reiches bildeten sich einige Besonderheiten heraus, die sich lange in der Geschichte der Ukraine hielten.
Das Fürstentum stand wie viele Fürstentümer der Ostslawen unter mongolischer Oberherrschaft, jedoch erheblich lockerer als im Nordosten. Gleichzeitig unterhielt man enge Beziehungen zu den Ländern Mitteleuropas. Dies bedeutete aber auch ständige Konflikte mit Polen und Ungarn, andererseits gab es aber intensive Handelsverbindungen, sowie Konsultationen in Politik und Kultur.
Als Fürsten von Wolhynien regierten:
- 1135–1142: Isjaslaw II.
- 1157–1170: Mstislaw II.
- 1173–1187: Roman der Große

Im Jahr 1188 wurde Wolhynien mit Halytsch vereinigt und fortan von den Fürsten von Galizien-Wolhynien regiert.

#### Danilo
In den Jahren 1215 bis 1264 war Danilo Fürst von Galizien-Wolhynien. Unter seiner Herrschaft erreichte das Fürstentum den Höhepunkt seiner Macht. Im Jahr 1253 wurde er von einem päpstlichen Gesandten zum König der Rus (rex Russiae) gekrönt. Mit der Ernennung Danilos zum König beabsichtigte Papst Innozenz IV. seine Macht in der Region zu festigen, damit verbanden sich eine Kirchenunion und ein Kreuzzug gegen die Mongolen, welcher allerdings scheiterte und das Land den Mongolen tributpflichtig machte. Auch die angestrebte Kirchenunion hielt nur wenige Tage.
Dennoch bestanden noch Verbindungen nach Kiew. Zu Beginn des 14. Jahrhunderts verlegte der Metropolit seinen Sitz von Kiew nach Wladimir im Nordosten der Kiewer Rus. Daraufhin durfte Danilos Enkel mit Genehmigung des Patriarchen von Konstantinopel eine selbstständige Metropolie (Bistum) in Halytsch gründen.

##### Innere Struktur des Fürstentum Galizien-Wolhynien
Im Fürstentum Galizien-Wolhynien zeigten sich erhebliche Gegensätze zur Kiewer Rus. Zum einen blieben die Städte hier ein wichtiger Faktor; so erlebte im Zusammenhang mit der Pax Mongolica der Handel zwischen Ost und West erneut einen erheblichen Aufschwung.
Die Städte Galiziens und Wolhyniens spielten eine bedeutende Rolle und nahmen am Aufschwung teil. Unter den Neugründungen waren Cholm (poln. Chełm) und Lwiw die wichtigsten. Ebenso wie polnische und ungarische Herrscher riefen auch Danilo und seine Nachfolger deutsche Kaufleute und Handwerker ins Land, die recht früh einen bedeutenden Teil der städtischen Oberschicht ausmachten.
Aus den steppennahen Gebieten zogen Ostslawen und Armenier nach Westen, so dass manche Städte des Fürstentums von mehreren ethnisch-religiösen Gruppen bewohnt waren.
Die sozio-politische Struktur des Fürstentums Halytsch im 12. Jahrhundert war ebenso wenig auf den Fürsten ausgerichtet wie in Wladimir-Susdal und Wolhynien. Die ostslawischen Bojaren, der Adel, waren hier stärker an der Herrschaft beteiligt, was mit einer regionalen Verwurzelung und mit Einflüssen aus Polen und Ungarn zusammenhängen dürfte. Dieses ständische Element, das eine Zentralgewalt einschränkte, hatte allerdings auch Einfluss auf den politischen Zerfall Galiziens und Wolhyniens.
- 1289–1300: Mstislaw Danylowitsch, Fürst von Luzk
- bis 1315: Wladimir III., Fürst von Wolhynien
- 1308–1323: Andrei (Galizien), Fürst von Galizien und Wolhynien

### Teil von Litauen und Polen

#### Dynastie Bolesław von Masowien

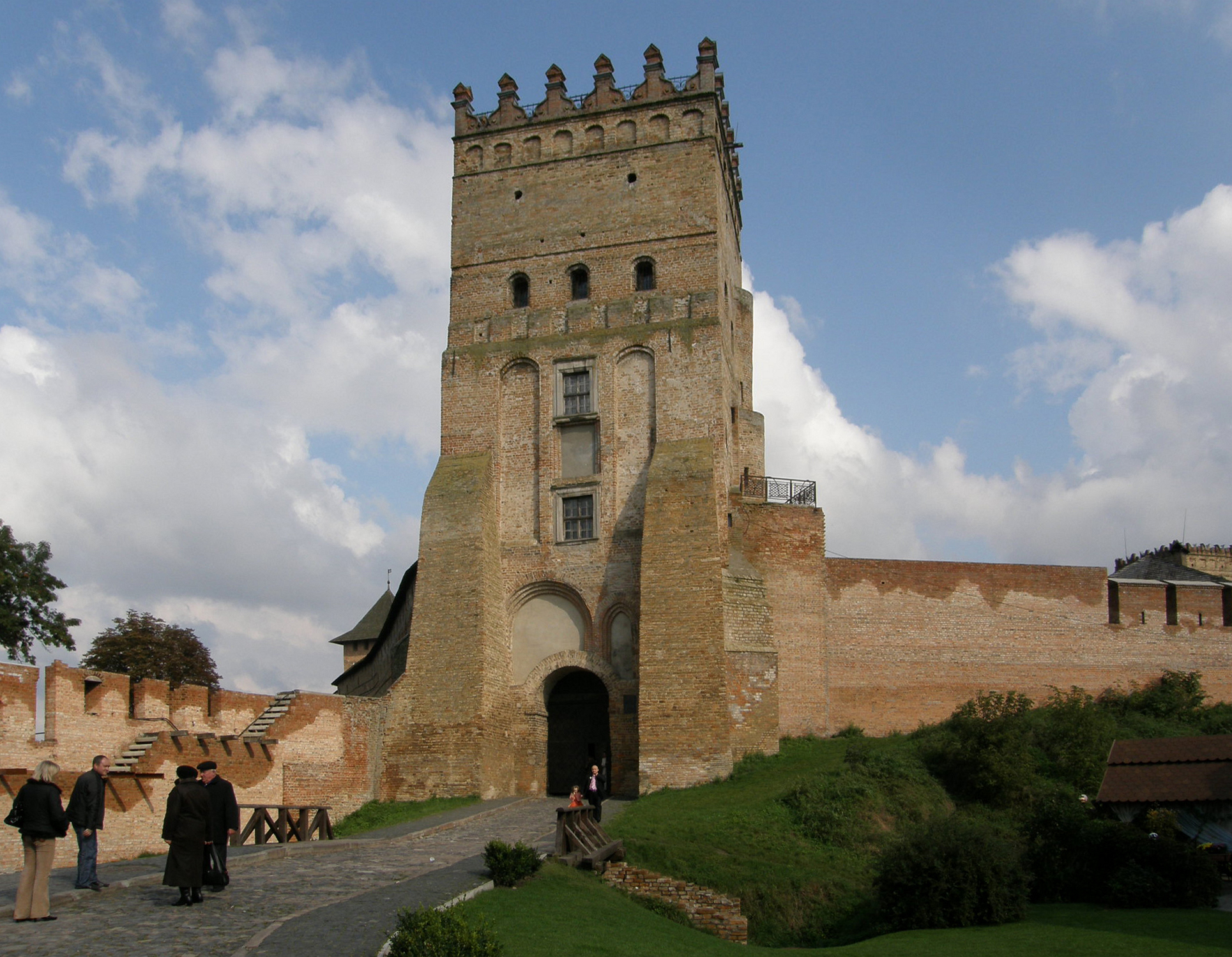
Die Liubartas-Burg in Luzk (1340–1383)

Im Verlaufe der ersten Hälfte des 14. Jahrhunderts wurden die Gebiete zum Streitobjekt ihrer westlichen Nachbarn. Im Jahre 1323 starb die regierende Dynastie aus, und der Neffe des letzten Fürsten, Bolesław von Masowien, wurde Herrscher über das Fürstentum Galizien-Wolhynien. Er war sowohl mit der polnischen als auch mit der litauischen Herrscherfamilie des Großfürstentums Litauen verwandtschaftlich verbunden. Als Bolesław von Masowien im Jahre 1340 wegen angeblicher Bevorzugung der Katholiken von seinen Bojaren vergiftet wurde, brach ein Kampf zwischen den beiden aufstrebenden osteuropäischen Großmächten um das Erbe Galiziens-Wolhyniens aus. Nach längeren Kriegen, mit wechselndem Erfolg, fiel der größte Teil des Fürstentums Halytsch und Cholm an Polen; Wolhynien, Podlachien und einige andere Gebiete fielen an Litauen.

#### Union von Polen-Litauen (1385/86)
Die Integration der ukrainischen Länder in das Großfürstentum Litauen vollzog sich langsamer als die Integration Galiziens in das Königreich Polen. Das Jahr der polnisch-litauischen Union (1385/1386) bedeutete jedoch einen Wendepunkt für Wolhynien.
Der litauische Großfürst Jagajlo heiratete die Thronerbin Hedwig, bestieg den polnischen Königsthron und nahm den römisch-katholischen Glauben an. Für die Litauer bedeutete dies, den Glauben der römischen Christen anzunehmen, die Ostslawen (und somit auch Wolhynen) mussten ihre Zugehörigkeit zur Orthodoxie jedoch nicht aufgeben. Jagajlo eroberte 1387 Galizien wieder von den Ungarn zurück und konnte den Deutschen Orden 1410 bei Tannenberg entscheidend zurückschlagen.
Die polnisch-litauische Union von 1385/86 bedeutete nicht den Untergang des Großfürstentums Litauen, zu dem Wolhynien gehörte; es blieb bis weit ins 15. Jahrhundert eigenständige Großmacht. Unter Großfürst Vytautas (1392–1430) erlebte Litauen einen Höhepunkt seiner Machtentfaltung. Vytautas versuchte seine Zentralgewalt zu festigen und die ukrainischen Fürstentümer und somit auch Wolhynien stärker zu integrieren. Die administrative Eingliederung Wolhyniens setzten seine Nachfolger fort, im religiösen und kulturellen Bereich aber blieb die traditionelle Toleranz erhalten.

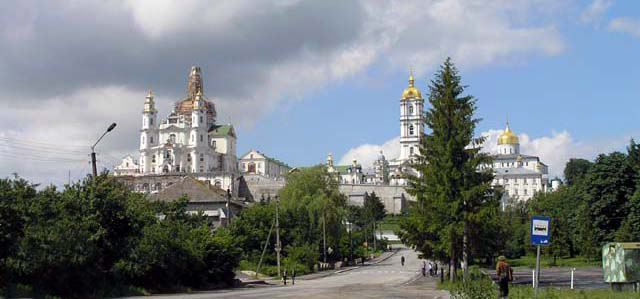
Heiliges Himmelfahrtskloster in Potschajiw

Im Großfürstentum Litauen wurden die Privilegien des polnischen Adels zunächst nur auf Katholiken übertragen, so dass viele orthodoxe Adlige konvertierten. Dieser politische Druck zur Konversion zeigte sich vornehmlich in Litauen, in den ukrainischen Fürstentümern und in Wolhynien jedoch konnte der Adel bis Mitte des 16. Jahrhunderts eine Breite Schicht ostslawischer Orthodoxer halten. Im Jahre 1529 konnten diese komplizierten Rechte und Privilegien der einzelnen Stände im Großfürstentum Litauen fixiert werden. Das Statut verband westliche und ostslawische Elemente miteinander und blieb in seinen Grundzügen bis weit ins 19. Jahrhundert in Kraft.

#### In der polnisch-litauischen Realunion (1569–1793/95)
Ab 1569 gehörte Wolhynien zum polnisch-litauischen Staat, es entstand die Woiwodschaft Wolhynien (Wołyń) mit der Hauptstadt in Luzk (Łuck), die bis 1795 Bestand haben sollte. Die Woiwodschaft Wolhynien war bis ins 18. Jahrhundert eine wichtige Verwaltungseinheit. Die Region war verhältnismäßig dicht besiedelt und brachte der Staatskasse große Einnahmen. Der Adel veranstaltete örtliche Versammlungen und den Städten hatte der König das Recht auf Selbstverwaltung nach dem Magdeburger Recht gewährt.

### Russische Zeit (1793/95–1917)

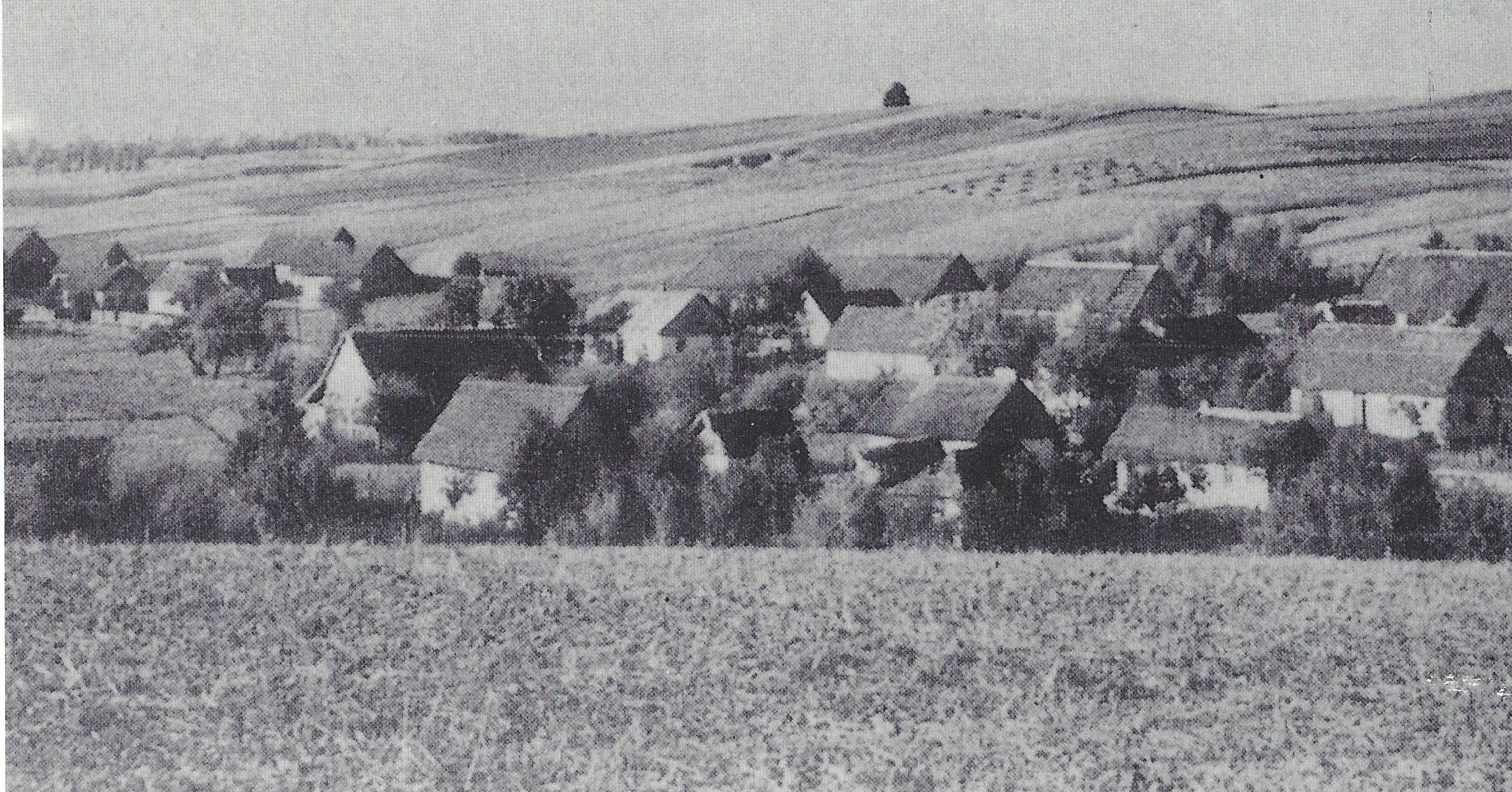
Deutsche Kolonie Selona

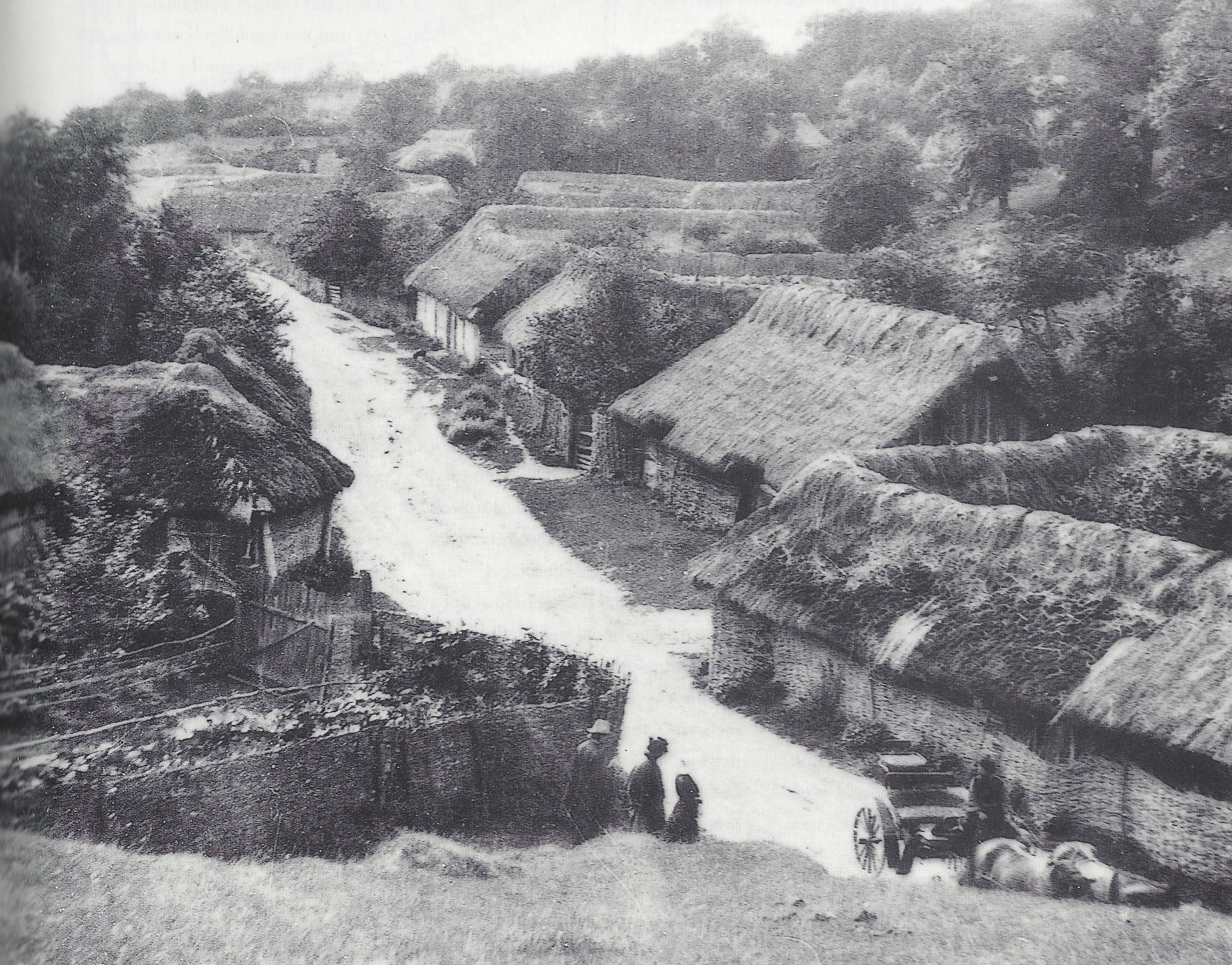
Horodok bei Riwne (um 1900)

1793 wurde Wolhynien im Zuge der Teilungen Polen-Litauens in Ost und West geteilt. Der Osten fiel 1793 mit der Zweiten Teilung Polens an Russland. Wolhyniens Westen kam dann nach der Dritten Teilung Polens 1795 ebenfalls zu Russland.
Die Freilassung der Leibeigenen durch den russischen Zaren im Jahr 1861 bescherte Wolhynien einen plötzlichen Arbeitskräftemangel. Viele Eigentümer konnten ihre Arbeitskräfte nicht mehr bezahlen und verkauften ihr Land. So wurde die Ansiedlung von Deutschen massiv unterstützt. Zwei deutsche Kolonien waren bereits 1797 bzw. 1816 gegründet worden. Von 1862 bis 1864, aber auch bis in die 1890er Jahre strömten Deutsche ins Land. 1914 lebten etwa 250.000 Wolhyniendeutsche im Land. Außerdem wurden von der österreichisch-ungarischen Regierung 16.000 Tschechen im Grenzgebiet zu Russland angesiedelt. Die Wolhynientschechen brachten den Hopfen ins Land. Bis 1945 stellten sie eine Minderheit dar.

### 20. Jahrhundert

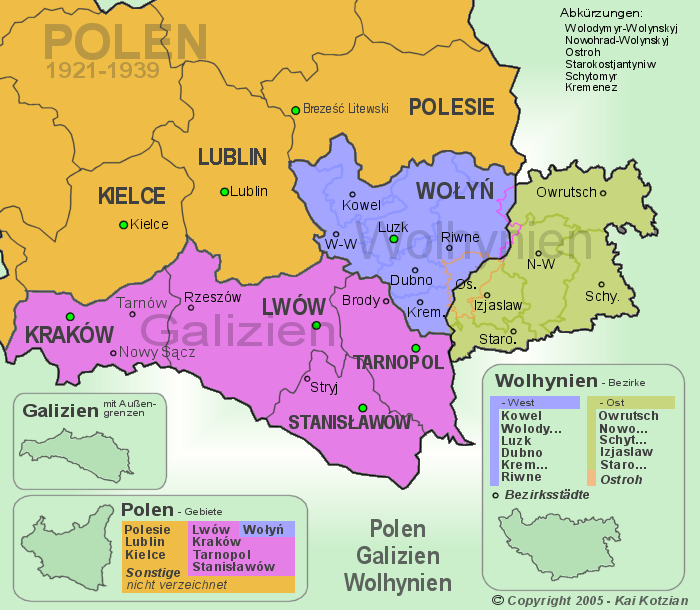
Galizien und Wolhynien in der Zwischenkriegszeit

Im Laufe des Ersten Weltkrieges wurden vom 5. bis 15. Juli 1915 alle etwa 240.000 Deutschen aus diesem Gebiet zwangsausgesiedelt, mit Ausnahme der Familien, die ein Mitglied bei der russischen Armee hatten. Ein Großteil wurde nach Sibirien deportiert. 1918 durften die Bewohner zurückkehren. Bis 1924 kehrten etwa 120.000 Bewohner nach Wolhynien zurück. Durch eine Offensive der Mittelmächte kam es zu Kämpfen in Wolhynien. Die neue Stellungsfront verlief in Süd-Nord-Richtung von der Bukowina (Czernowitz österr.) durch Ostgalizien und Wolhynien (Tarnopil russ., Dubno österr.) über Pinsk, Baranowitschi (heute Belarus) (beide deutsch), Smorgon, Dwinsk (beide russ.), die Düna abwärts bis zum Rigaischen Meerbusen.
Im Jahr 1921 wurde Wolhynien zwischen Polen (westlicher Teil) und der sowjetischen Ukraine (Osten) geteilt. Es wurde wieder eine Woiwodschaft Wolhynien eingerichtet.
Als Folge der Aufteilung Polens im geheimen Zusatzprotokoll des Hitler-Stalin-Paktes wurde Wolhynien ab September 1939 sowjetisches Staatsgebiet. Die ansässige deutsche Bevölkerung im ehemaligen polnischen Teil wurde noch 1939 mit der Aktion Heim ins Reich zum überwiegenden Teil in den Reichsgau Wartheland umgesiedelt. Diese Gruppe umfasste etwa 65.000 Personen. Die praktische Durchführung lag bei der Volksdeutschen Mittelstelle (VoMi), einer SS-Organisation.
Im Zweiten Weltkrieg fanden Massaker an polnischen und jüdischen Einwohnern statt. Unter den Augen der deutschen Wehrmacht verübten ukrainische Nationalisten vom 9. Februar 1943 bis Kriegsende zahllose Massaker an der polnischen Zivilbevölkerung, zunächst in Pawliwka. Die wolhynientschechische Minderheit war von Massakern durch deutsche Einheiten betroffen, beispielsweise am 13. Juli 1943 in Český Malín.
Nach Ende des Zweiten Weltkrieges fiel das gesamte Wolhynien an die Sowjetunion, die überlebenden Polen wurden vertrieben.
Seit 1992 gehört Wolhynien zum größten Teil zur Ukraine, wobei es in die Verwaltungseinheiten der Oblast Wolyn, der Oblast Riwne und der Oblast Schytomyr aufgeteilt ist, und zu einem kleineren Teil zu Belarus.

## Erinnerung in Mecklenburg
Von 1946 bis 1949 kamen 73 wolhyniendeutsche Familien ins mecklenburgische Linstow. Sie errichteten ihre traditionellen strohgedeckten Holzhäuser, von denen die meisten später umgebaut wurden. Eines dieser alten Häuser beherbergt seit 1993 das Wolhynier Umsiedler-Museum. Alljährlich treffen sich in Linstow Wolhyniendeutsche.

## Historische Verwaltungseinheiten mit dem Namen Wolhynien
- Woiwodschaft Wolhynien in Polen-Litauen
- Gouvernement Wolhynien im Russischen Reich
- Woiwodschaft Wolhynien der II. Polnischen Republik
- Reichskommissariat Ukraine / Generalbezirk Wolhynien-Podolien

## Varia
Nach dieser Region wurde das Wolhynische Fieber benannt, eine bakterielle Infektion, die durch Parasiten übertragen wird.